# 时效警察
《时效警察》（日語：時効警察），2006年由日本朝日電視台推出的推理喜剧。描述在警察局时效管理课工作的雾山修一朗，以侦破过了时效的案件为兴趣，并试图找到案件真相的故事。
2006年首播的电视连续剧获得第23届“ ATP Award TV Grand Prix 2006”戏剧类的最高奖项。
該劇第一季於2006年9月6日在香港透過香港有線電視播出，並於2008年2月18日透過緯來日本台在台灣首播。

## 季數
- 第一季：《時效警察》，2006年1月14日－3月11日
- 第二季：《時效警察歸來》（帰ってきた時効警察），2007年4月13日－6月8日
- 特別篇：《時效警察復活特別篇》（時効警察・復活スペシャル），2019年9月29日
- 第三季：《時效警察開始了》（時効警察はじめました），2019年10月11日－

## 主要角色
| 角色       | 演員       | 說明 | 備註      | 香港配音(第三季) |
| ---------- | ---------- | --- | --------- | ---------------- |
| 霧山修一朗 | 小田切讓   | 主人公，總武署時效管理課警察官，階級為巡査部長。因為又来說「沒有興趣的男人不成大器」，所以決定將調查超過時效的案件當作興趣。平常都會戴眼鏡，但是星期天的時候不會戴眼鏡因為「星期天還戴眼鏡很像英國人」。在第二季結束的時候因為美國 FBI 的邀請前往美國。第三季的時候再度回到總武署時效管理課。偵破案件結束會給犯人一張「我不會向任何人說出去」卡片。 |           | 楊耀泰           |
| 三日月靜香 | 麻生久美子 | 總武署交通課警察官，階級為巡査部長。暗戀霧山。一開始是霧山修一朗的的邀請下，協助霧山偵破案件(不過本人認為是約會)。經過兩季後，仍未向霧山告白。第三季，三日月已經升級為交通課課長補佐，但也離過一次婚，前夫為刑事課的刑事。曾經在第一季時拿了霧山簽名的結婚申請書，但是因為沒有印章，所以並未遞出去。                                                |           | 王綺婷           |
| 彩雲真空   | 吉岡里帆   | 總武署刑事課新手刑警，第三季登場。十文字的下屬，但是十文字對彩雲的評價為「不有趣」。彩雲對霧山的破案方式相當有興趣，因此也常跟著過去，但往往來不及看到霧山遞出「我不會向任何人說出去」卡片之前，就被十文字抓去辦其他事情。 | SP·第三季 | 陳雪瑩           |
| 十文字疾風 | 豐原功補   | 總武署刑事課刑警。跟霧山同期，自認跟霧山為競爭關係，也常嘲笑霧山在時效課的工作。喜歡模仿「大搜查線」等警探劇，但本人否認。 |           | 伍博民           |
| 又來       | 布施繪里   | 總武署時效管理課警察官，階級為警部補。離過婚，兒子為鑑識課的又來康知。第二季時語尾喜歡加上「喔喔喔喔伊」。有時會跟實家吵架。 |           | 梁瑞芬           |
| 蜂須賀     | 緋田康人   | 總武署刑事課刑警。十文字的上司，十文字通常稱呼為「蜂哥」(蜂（はち）さん)，第三季時揭示有一個21歲的女友。 |           | 郭浩勤           |
| 實家       | 江口德子   | 總武署時效管理課警察官，階級為巡査。相較時效管理課其他人較為冷靜安靜的一位，但會對熊本課長以及又來的奇妙言行進行吐槽。吃飯時間會跟又來一起去餐廳用餐，但是吵架的時候兩人就不會去。第三季時揭露已婚，並且懷孕中，但是根據熊本課長的說法是並未舉行婚禮，男方也相當神秘。                                                                              |           | 黄颖谊           |
| 真加出     | 早織       | 新手警察官，第二季時轉入總武署時效管理課。男友為外國人，但因為怕被母親反對，曾經請霧山假扮男友。在SP時已經離開總武署時效管理課，轉入其他單位。 | 第二季·SP |                  |
| 又來康知   | 磯村勇斗   | 總武署鑑識課鑑識官。又來的兒子，與女友同居中。第三季時都是由康知協助調查或是一些科學知識上的解釋，康知不會跟霧山收費。 | SP·第三季 | 鄧晟鈞           |
| 諸澤       | 光石研     | 總武署鑑識課鑑識官，又來康知的上司。第一二季時替霧山進行一些資料的鑑識，但是會收費。 |           | 周鑫霆           |
| 熊本       | 岩松了     | 總武署時效管理課課長，階級為警部。對時下的流行相當注意，常介紹一些電視劇或是電視名人等等，在霧山開始進行調查超過時效的案件之後，會在案件資料上面蓋「時效已過」的章後交給霧山。 |           | 陳力航           |

## 第一季各集
- 劇　本：岩了、園子温、三木聰、KERA（日语：ケラリーノ.サンドロヴィッチ）、塚本連平（日语：塚本連平）、麻生學、小田切讓（第二季第8話）、山田あかね、吉田玲子
- 製　作：横地郁英
- 主題曲：「雨」CEYREN

- 第一話 位於西總武市的料理學校的理事長殺人事件
- 第二話 位於上總武市的奧運水泳選手與教練間不倫的情殺自殺事件
- 第三話 發生於中央東站的丸閥商事社員輾斃事件
- 第四話 犬吠埼溫泉「湯煙」殺人事件
- 第五話 本鄉高志突發死亡事件（通稱：殺人的KISS事件）
- 第六話 整形逃亡犯事件
- 第七話 總府武中市 平成三億元事件
- 第八話 發生於嚴毛森的女子高中生圍巾絞殺事件
- 最終話 日本的阿瑪迪斯殺人事件

### 第一季收視率
- 第一話	（2006-01-13）	09.7%
- 第二話 （2006-01-20）	12.1%
- 第三話 （2006-01-27）	08.3%
- 第四話 （2006-02-03）	11.2%
- 第五話 （2006-02-10）	10.8%
- 第六話 （2006-02-17）	09.2%
- 第七話 （2006-02-24）	11.2%
- 第八話 （2006-03-03）	08.4%
- 最終話 （2006-03-10）	10.1%
- 平　均	10.11%

## 第二季各集
- 劇　本，三木聰、山田あかね，小田切讓
- 導　演，三木聰、麻生學(第五話)、園子溫(第六話)、安見悟朗(第七話)，小田切讓(第八話)

- 第一話 由良木町代議士殺人事件，特別出演：東ちつる
- 第二話 總武銀座闇之帝王殺人及女頭牌逃亡消失事件，特別出演：市川実和子
- 第三話 當紅人偶手辦殺人事件，特別出演：杉本彩
- 第四話 本格女流推理小說家密室殺人事件，特別出演：友坂理惠
- 第五話 女優黑井櫻子神隱事件，特別出演：鶴田真由
- 第六話 青春溫泉殺人事件，特別出演：西田 尚美
- 第七話 誤認主婦為山豬事件，為意外還是謀殺? 特別出演：高泉 淳子，國生小百合
- 第八話 甲府町強盜殺人事件，特別出演：加藤 治子，松田 美由紀
- 第九話 佛朗明哥的熱情，小偷墜樓殺人事件，特別出演：室井滋